# Mebendazol
Mebendazol (Handelsnamen u. a. Vermox®; Ersthersteller Janssen Pharmaceutica) ist ein Arzneistoff aus der Gruppe der Benzimidazole, der als Wurmmittel in der Behandlung von Wurmerkrankungen eingesetzt wird.

## Klinische Angaben
Mebendazol-Präparate sind zugelassen zur Behandlung von Patienten mit intestinalen Wurminfektionen durch Nematoden und manchen Bandwürmern (Tabletten mit 100 mg) sowie der zystischen Echinokokkose, der alveolären Echinokokkose und der Trichinose (Tabletten mit 500 mg). Mebendazol wird außerdem in der Tiermedizin bei einer Vielzahl von Wurmerkrankungen eingesetzt.
Kontraindiziert sind die Mittel bei Überempfindlichkeit gegen einen der Inhaltsstoffe. Die gleichzeitige Verabreichung mit Metronidazol, Phenytoin oder Carbamazepin sollte vermieden werden. Mebendazol ist in Nagetieren teratogen; eine Anwendung während der Schwangerschaft beim Menschen ist jedoch in der Regel unproblematisch.
Häufigste Nebenwirkungen sind Bauchschmerzen, Durchfall, Blähungen, Übelkeit und Erbrechen sowie Kopfschmerzen und Schwindel.

## Pharmakologische Eigenschaften
Mebendazol bindet an die Mikrotubuli im Darm der Würmer, was dort zur Degeneration und Unterbrechung der Glucose-Aufnahme führt. Säugetierzellen werden nicht beeinflusst. Die Resorption von Mebendazol nach peroraler Gabe ist unvollständig. Durch einen starken First-Pass-Effekt wird außerdem ein großer Teil des Wirkstoffes eliminiert, sodass nur ein geringer Teil der Dosis bioverfügbar ist. Der Arzneistoff wurde in den frühen 1970er Jahren bei Janssen Pharmaceutika entwickelt.

## Forschung
Einer aktuellen Studie zufolge hat Mebendazol zytostatische Effekte und wirkt gegen Gliome, also Gehirntumore.

## Handelsnamen
Monopräparate
Pantelmin (A), Surfont (D), Vermox (D, CH).
In der Tiermedizin wird es unter den Namen Mebentab und Telmin Paste vertrieben, als Kombinationspräparat mit Closantel (Closantel-Natrium 2H2O) als Flukiver Combi.